# Холм Хасбанда
Холм Хасбанда (англ. Husband Hill) — один из Колумбийских холмов внутри кратера Гусева на Марсе, который расположен близ места посадки марсохода «Spirit» НАСА. Он был назван в честь Рика Д. Хазбанда, командира погибшего шаттла «Колумбия».
В 2005 году, марсоход Спирит, производя исследования места посадки, медленно поднялся на вершину Husband Hill. Он достиг вершины 22 августа 2005 г., и начал спуск 25 сентября 2005, исследуя обнажение пород и виды вершины плато перед тем как проследовать дальше. Названные области на холме включают «Cumberland Ridge», где находятся скалы с более высоким, чем обычно, содержанием фосфора, и, «El Dorado» — тёмное образование на южной стороне.